# Parque Villa Dolores
El Parque Villa Dolores es un parque de la ciudad de Montevideo (Uruguay), ubicado en el predio del antiguo Zoológico de Villa Dolores en el barrio Villa Dolores. 

## Antecedentes
En 2014 el entonces Zoológico de Villa Dolores, inaugurado en 1894 por iniciativa del matrimonio de Rosell - Pereira y adquirido en 1919 por el gobierno de Montevideo, cerró sus puertas al público, y comenzaron a proyectarse distintos destinos y usos del predio, como también el destino de sus más de dos mil especies. 

## Creación

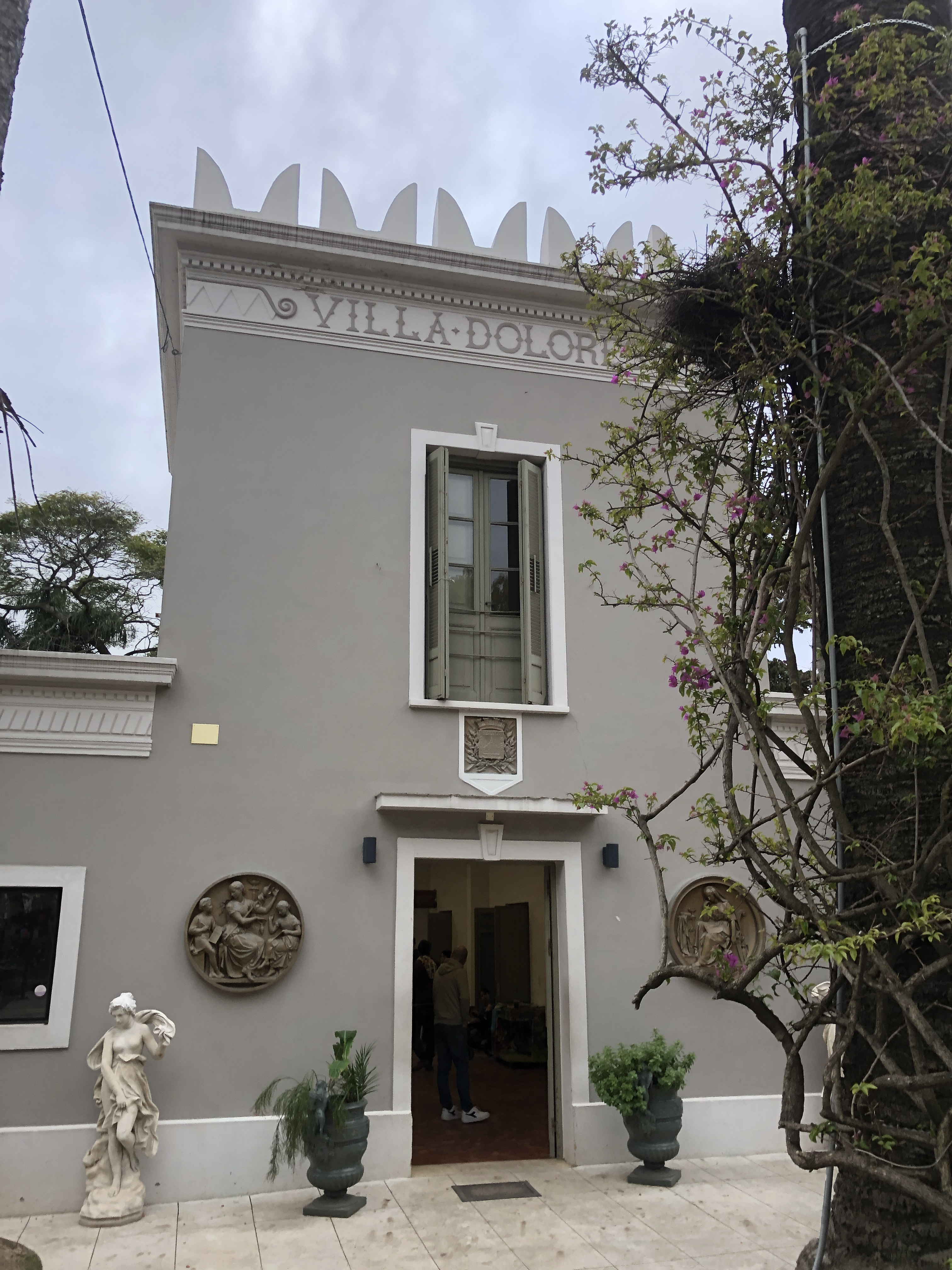

A mediados de 2021, tras varios años de cerrado el Zoológico de Villa Dolores, y de innumerables planes de apertura, fueron  finalizadas las obras de transformación del antiguo zoológico en un parque y paseo de uso público. Inicialmente se realizó la apertura de la zona recreativa, y posteriormente la zona de animales y especies.
Se decidió que de la zona de animales se trasladara a la mayoría de animales y se mantuviera a modo de preservación algunas especies cuyo traslado era dificultoso, por lo cual se transformaron dichas zonas en ámbitos más compatibles con dichas especies. Se llevaron a cabo obras de ampliación del Parque de la Amistad construido en 2015) así como del Planetario Municipal. 
También fueron demolidos los muros exteriores, así como la antigua entrada del zoológico.

## Áreas

### Parque de la Amistad
Fue construido en 2015, un año después del cierre del Zoológico y en un predio de menor superficie a la actual. Dicho parque es considerado el primer sitio de Montevideo, y de Uruguay en contar con instalaciones y juegos con accesibilidad universal. En 2020 y producto de las obras del futuro Parque de Villa Dolores el Parque de la Amistad fue ampliado.

### Ecoparque
Es la zona donde se ubican los animales en un ecosistema mucho más amigable, algunas de estas especies no están en exhibición y otras se encuentran libres, conviviendo con los visitantes.